# Stadhuis van Luik
Het Stadhuis van Luik, ook wel aangeduid als La Violette, is het stadhuis van de Belgische stad Luik. Het gebouw bevindt zich in het centrum van de stad aan de Place du Marché, vlak bij de Place Saint-Lambert. Het monumentale gebouw uit het begin van de 18e eeuw heeft een zeer rijk interieur en heeft sinds 2002 de status van 'uitzonderlijk erfgoed van de regio Wallonië'.

## Geschiedenis

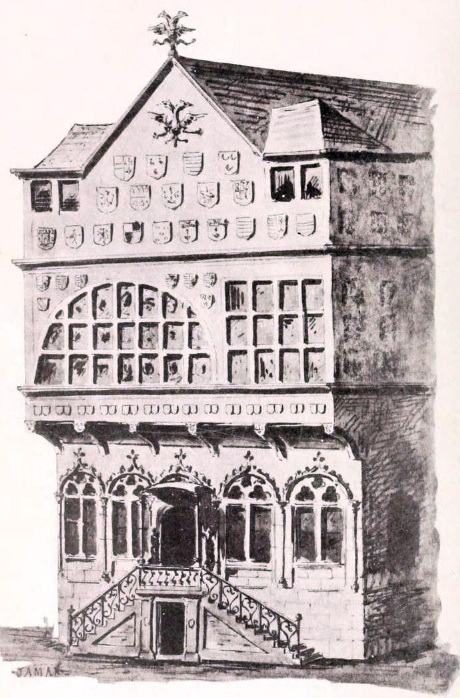
Het stadhuis in de 17e eeuw

### Eerste stadhuis
Op de plaats van het huidige stadhuis stond al in de 13e eeuw een huis, La Violette genaamd, waar de burgers van Luik bijeen konden komen om te vergaderen. Hier werden de eerste burgemeesters van Luik gekozen en werden gemeenschappelijke regels afgesproken, onafhankelijk van de Luikse prins-bisschoppen, die in het vlakbijgelegen prinsbisschoppelijk paleis resideerden. Hoewel het oude stadhuis diverse malen herbouwd moest worden, hield men steeds vast aan deze plek, tegenover de perroen, het symbool van Luikse vrijheid, maar het is niet duidelijk of dit symbool ouder is dan het eerste stadhuis.
Bij de verwoesting van Luik door Karel de Stoute in 1468, aan het eind van de Luikse Oorlogen, werd ook het stadhuis vernield door de Bourgondische troepen. Twaalf jaar later was La Violette herbouwd. In 1691, tijdens de Negenjarige Oorlog, werd de stad beschoten door de Franse troepen onder leiding van de hertog van Boufflers; hierbij werd de hele Place du Marché met omliggende straten in puin geschoten. Hoewel de wijk weer snel werd opgebouwd, liet de herbouw van het stadhuis meer dan twintig jaar op zich wachten.

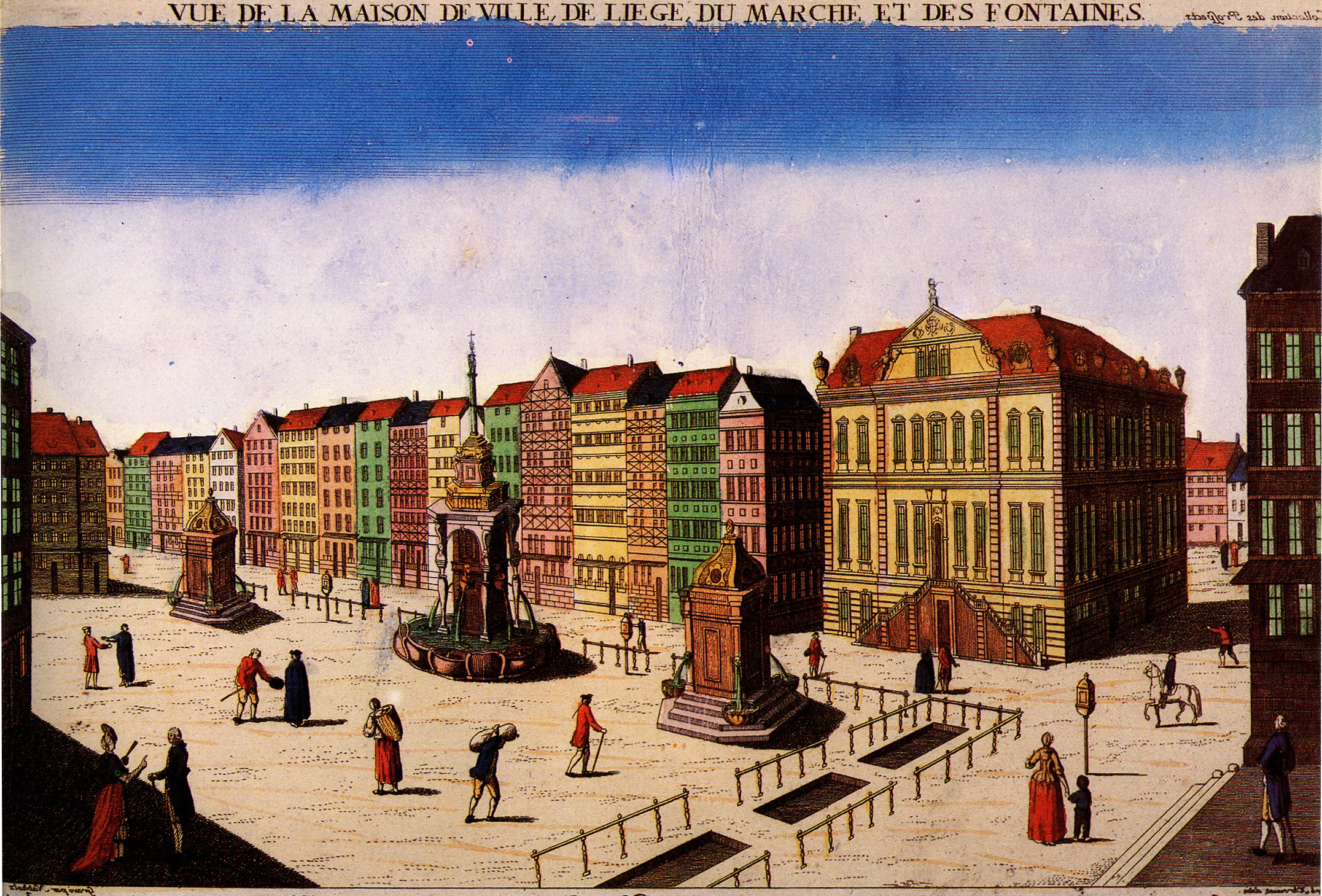
De Place du Marché in 1738

### Bouw huidige stadhuis
Op 14 augustus 1714 werd de eerste steen gelegd van het nieuwe stadhuis, een ontwerp van de Fransman D'Auberat, hofarchitect van prins-bisschop Jozef Clemens van Beieren. In tegenstelling tot het laatgotische bouwwerk dat tot dan toe dienst had gedaan als stadhuis, werd nu gekozen voor een klassiek ogend gebouw met een U-vormige plattegrond. Het begin van de bouw werd gevierd met het slaan van een bronzen medaille waarop de wapenschilden van de opdrachtgevers zijn afgebeeld, met op de achterzijde een afbeelding van het stadhuis en de stadspatroon, Sint-Lambertus. De bouw van het stadhuis, waarop behalve de architect ook de ingenieur Sarta en de dominicaner pater Colomban grote invloed hadden, duurde vier jaar en werd gevolgd door de inrichting, waarvoor een twintigtal schilders, beeldhouwers, stucwerkers, meubelmakers en andere kunstenaars werden uitgenodigd. In de jaren daarna vond de bouw van het Luikse stadhuis navolging onder andere in de bouw van het stadhuis van Tongeren en dat van Hoei.

### Symbolische functie
Als belangrijk symbool van de macht was het stadhuis van Luik diverse malen het toneel van Waals activisme, voor het eerst in 1892. In 1919 en 1922 vonden de eerste twee bijeenkomsten van het toen nog onofficiële Waalse parlement plaats in het stadhuis, onder leiding van Jules Destrée. In 1924 waren er opnieuw politieke manifestaties bij gelegenheid van de Fêtes de Wallonie. Op 24 juli 1919 eerde de Franse president Raymond Poincaré de Belgische militairen die in 1914 de Duitsers bij Luik enige tijd hadden tegengehouden met de orde van het Legioen van Eer.

## Beschrijving

### Exterieur
Het stadhuis van Luik betreft een vrijstaand, blokvormig gebouw met een U-vormig grondplan. Het gebouw bestaat uit vier bouwlagen (inclusief souterrain en kapverdieping) en wordt gedekt door een schilddak van leisteen. De gevels bestaan uit gestucte baksteen en zijn afgewerkt met een kalkstenen plint, lisenen, hoekblokken en vensteromlijstingen. De voorgevel telt negen traveeën, beide zijgevels tellen tien traveeën en de achtergevel telt vijf plus twee maal twee traveeën. Bij elke van de vier gevels vormen de middentraveeën een risaliet afgelijnd met hoekstenen. De risaliet van de voorgevel is vijf traveeën breed, maar versmalt zich op de tweede verdieping naar drie vensterassen en wordt bekroond met een driehoekig fronton voorzien van een timpaanvulling waarop het jaartal 1718 en de wapenschilden van de prins-bisschop en de beide burgemeesters. Centraal tegen de voorgevel is een dubbele staatsietrap geplaatst. De vleugels aan de achterzijde worden gesloten door een 18e-eeuws gietijzeren hek.

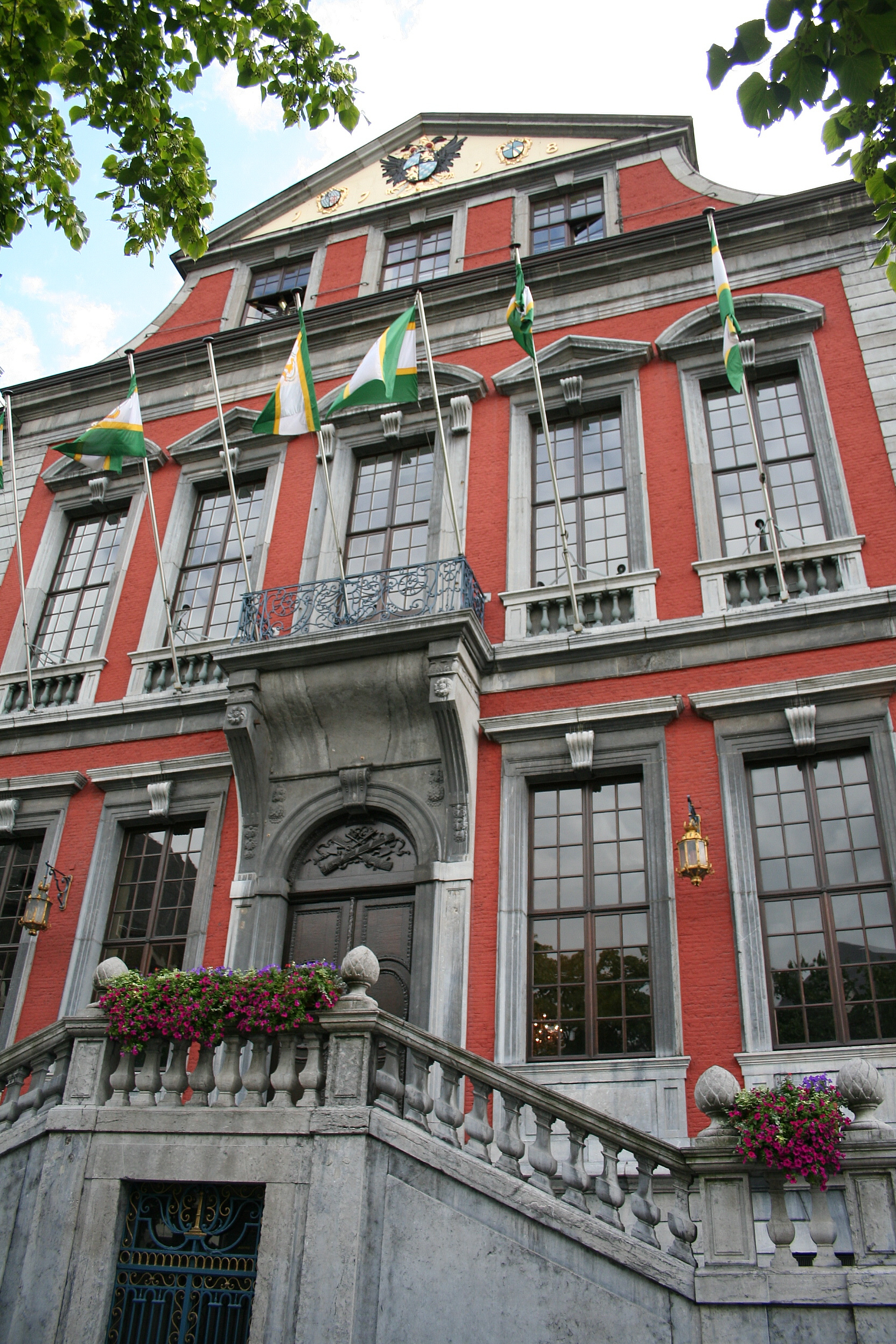
Deel voorgevel
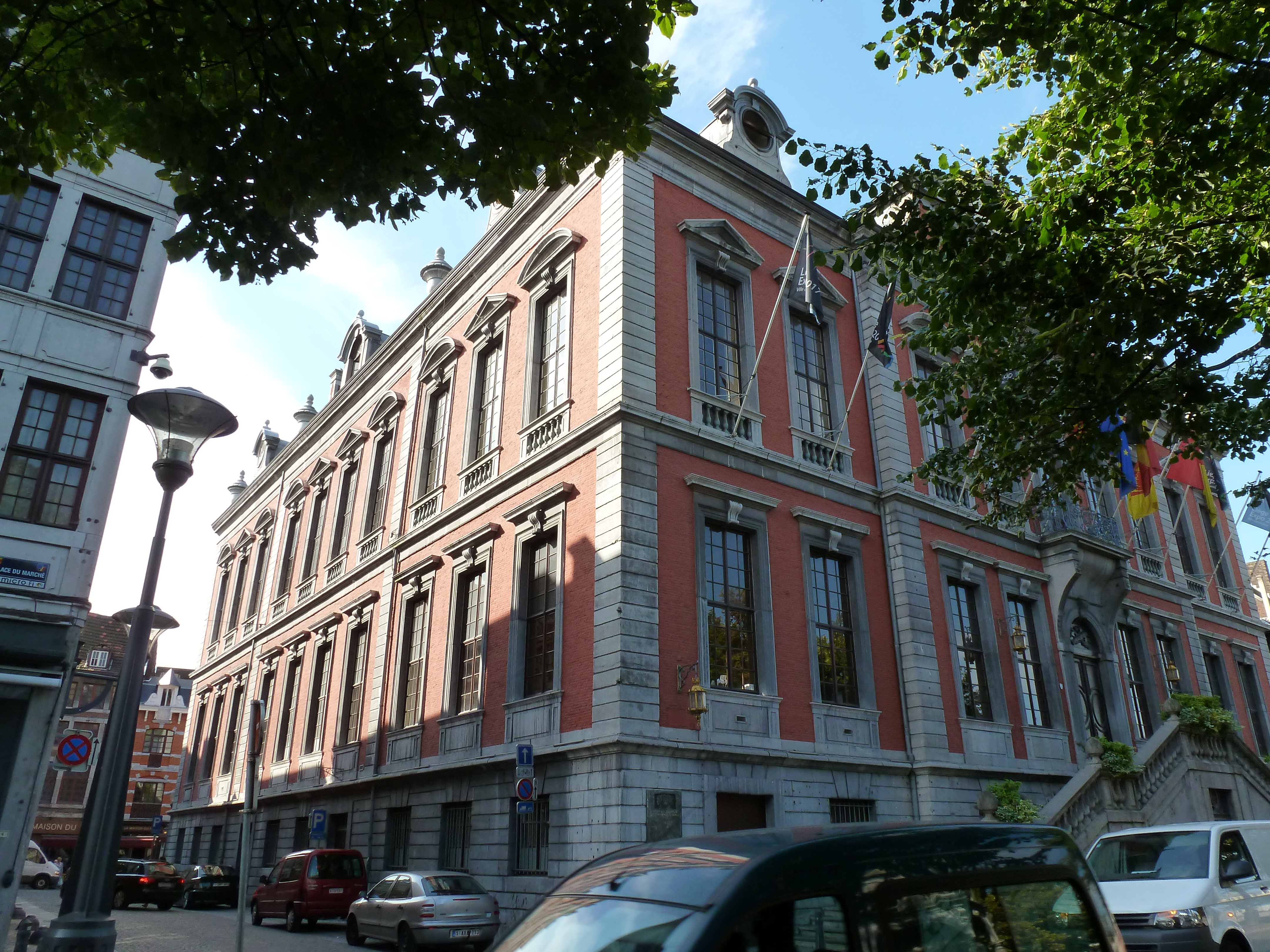
Voor- en zijgevel
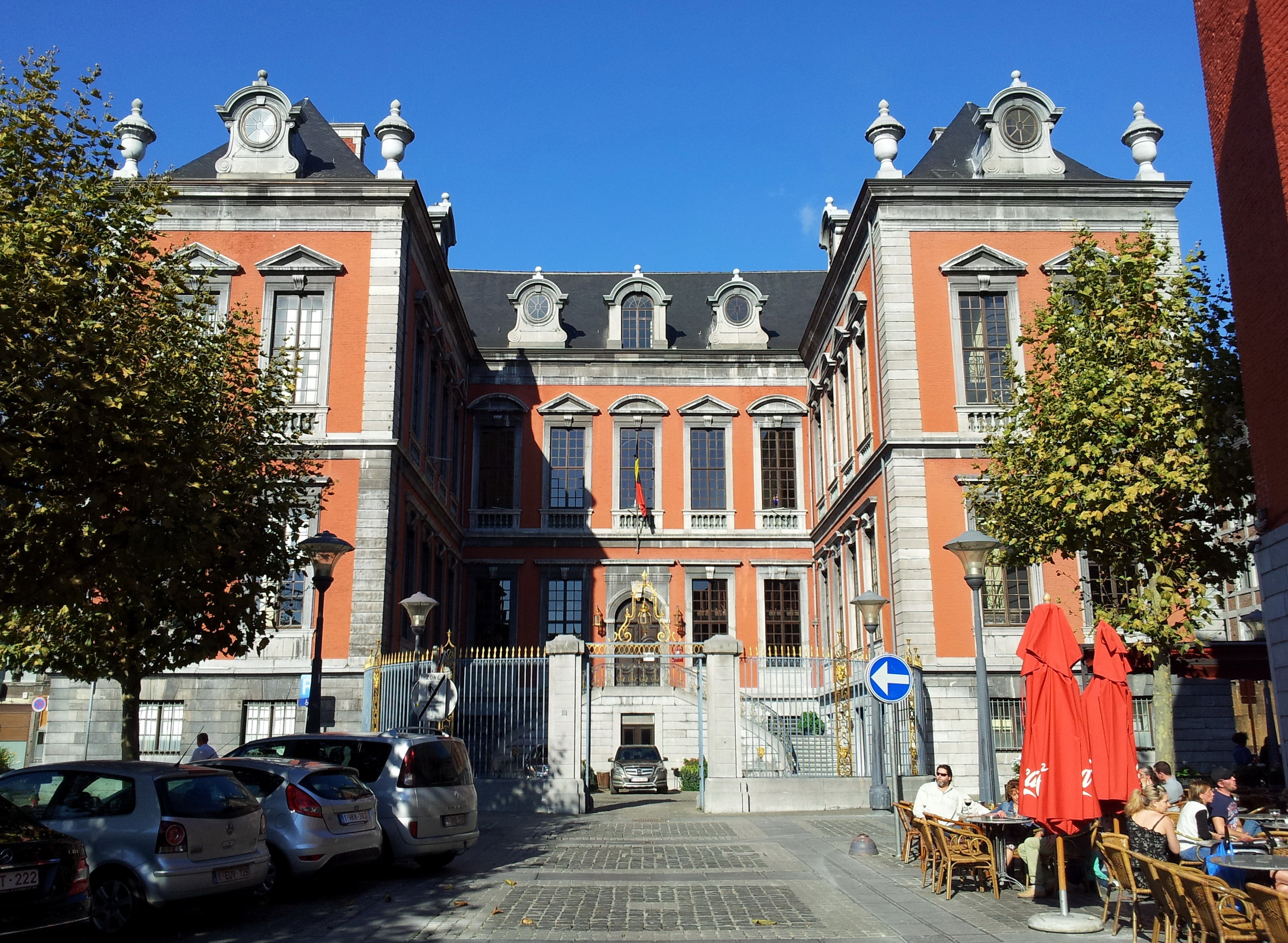
Achtergevel
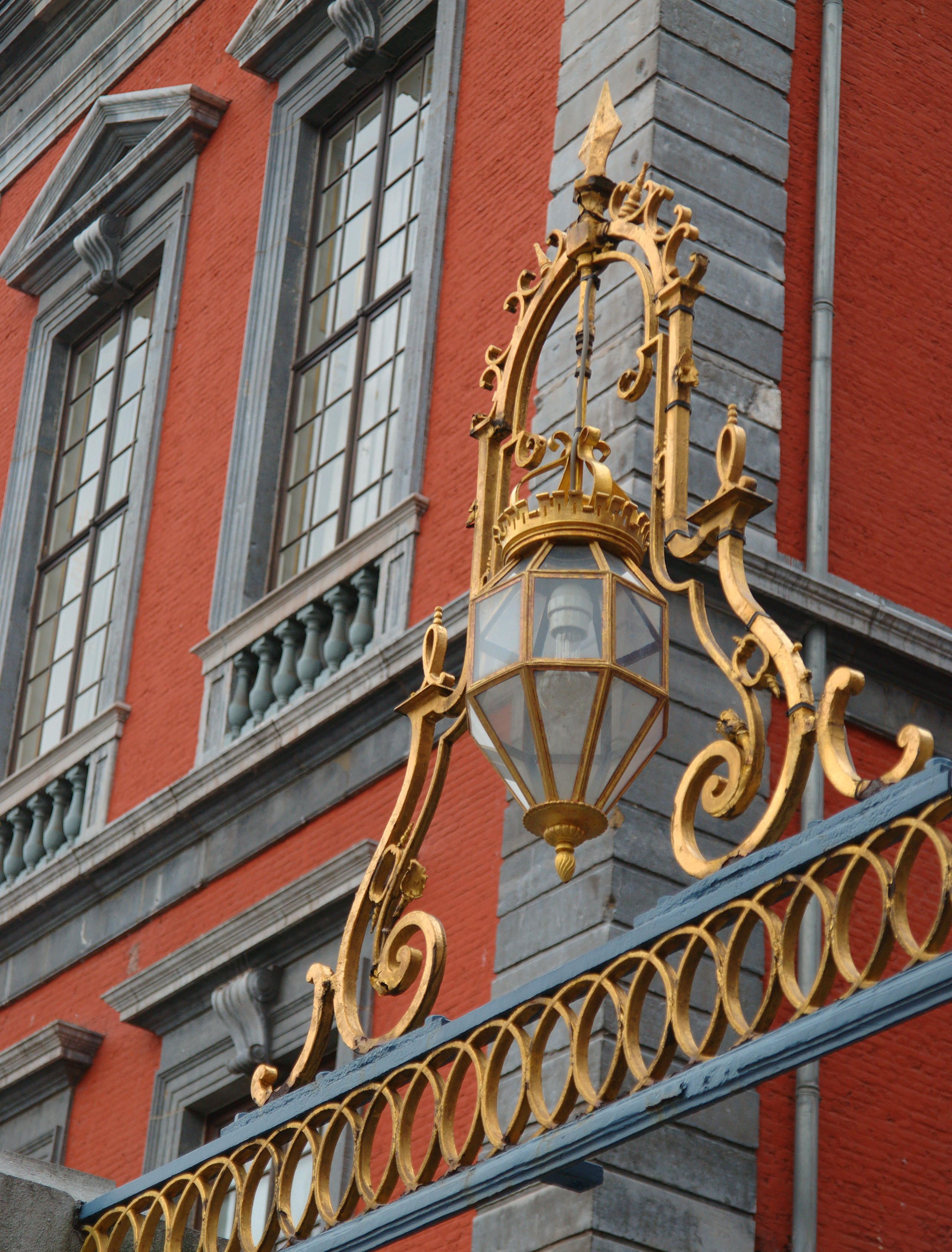
Detail achtergevel

### Interieur
De inrichting van het stadhuis dateert uit de eerste helft van de 18e eeuw en is zeer rijk, met onder andere sierstucwerk, wand- en plafondschilderingen, wandtapijten, gebeeldhouwde marmeren schouwen, ingelegde vloeren, lambriseringen, meubels, kroonluchters en klokken in Lodewijk XIV, XV en XVI-stijl. Verder bevinden zich in het gebouw enkele kasten, stoelen en tafels in de Luiks-Akense meubelstijl van de tweede helft van de 18e eeuw, zoals een Luikse Commode. Het stadhuis van Luik bezit verder een grote collectie kunstvoorwerpen, historische objecten en curiosa, zoals een Belgische vlag uit 1830 of 1831, en de jurk, boa en hoed die koningin Astrid op 7 juli 1935 droeg bij haar joyeuse entrée in Luik, anderhalve maand voor haar tragische dood.

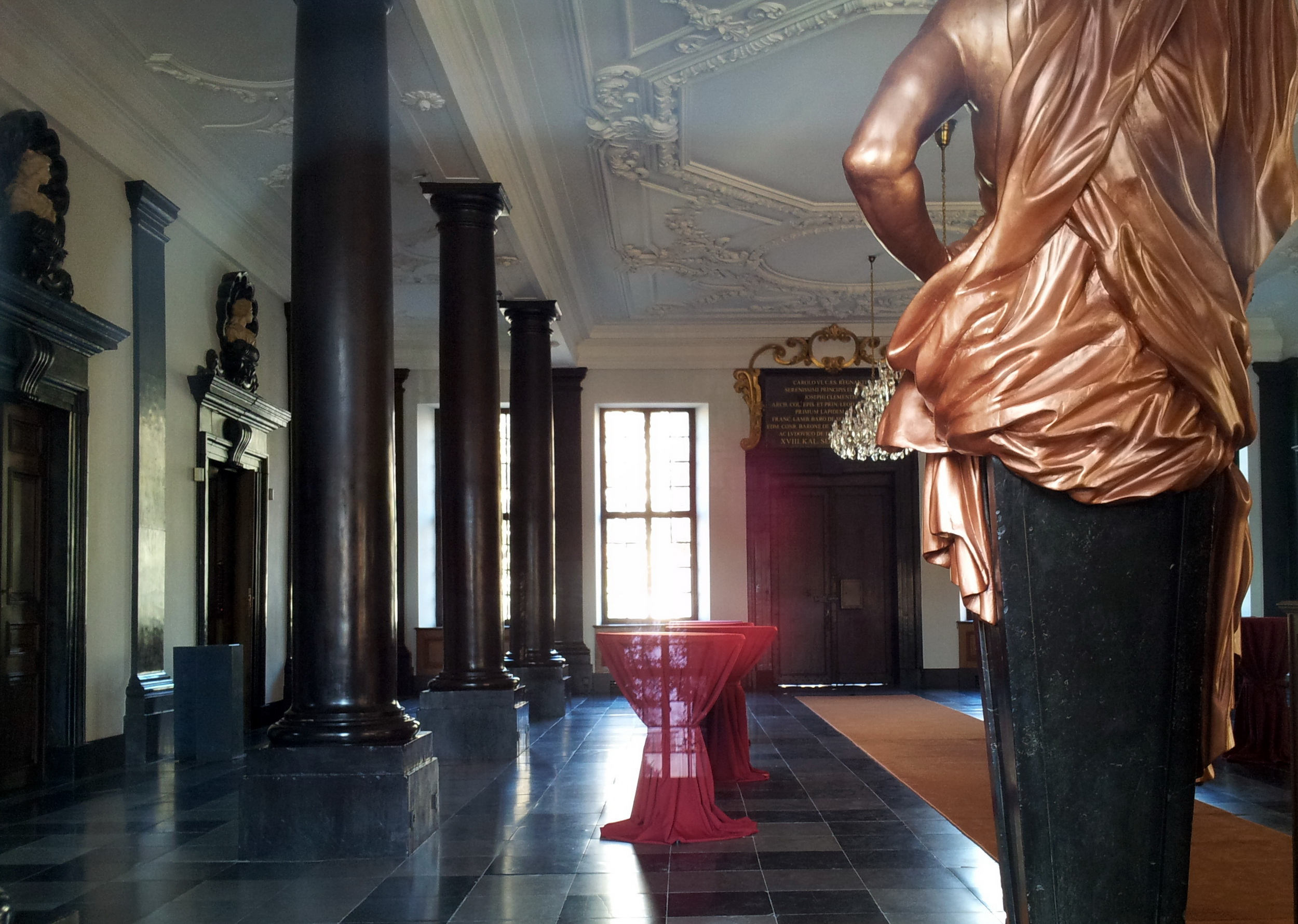
Overzicht centrale hal
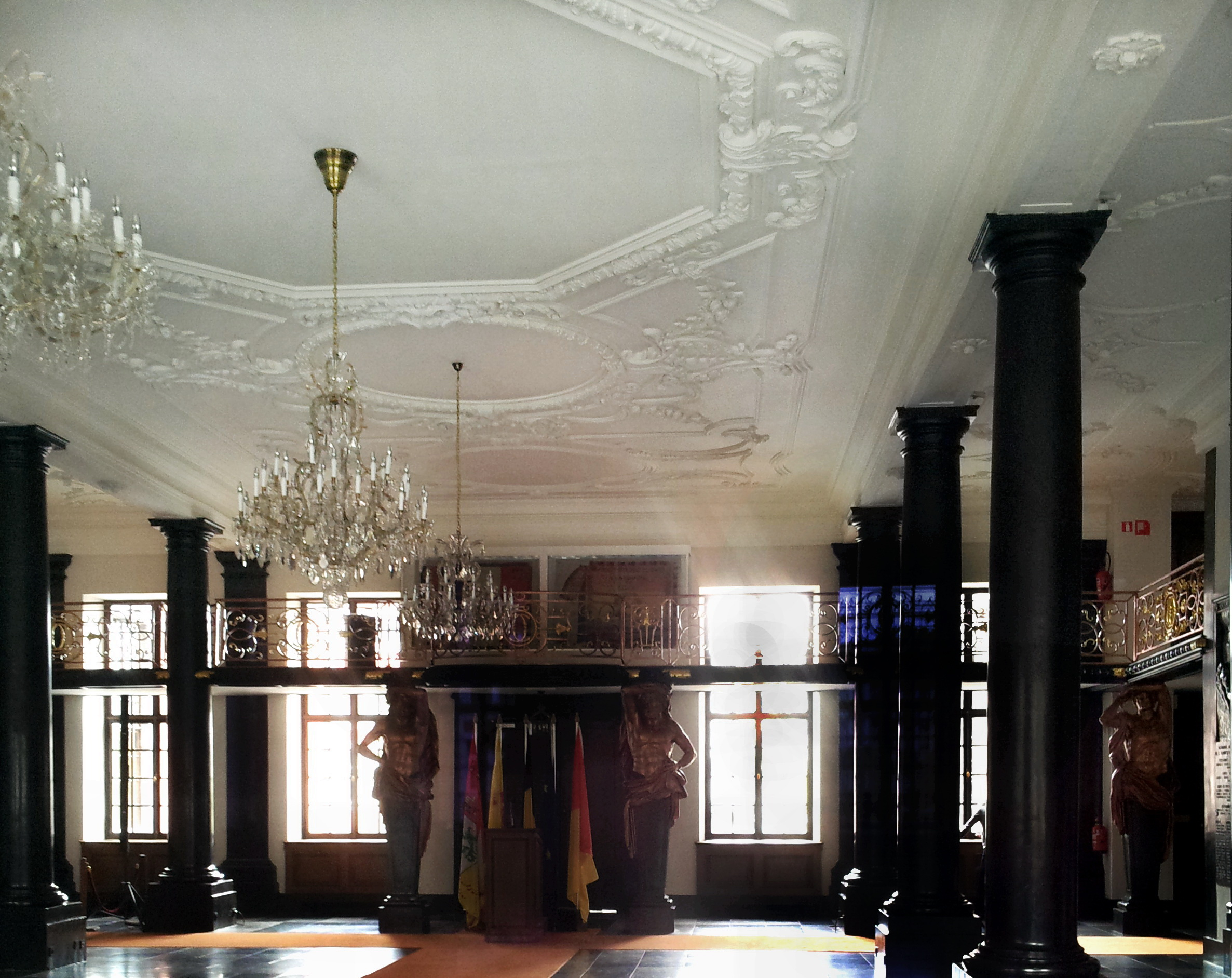
Stucplafond centrale hal
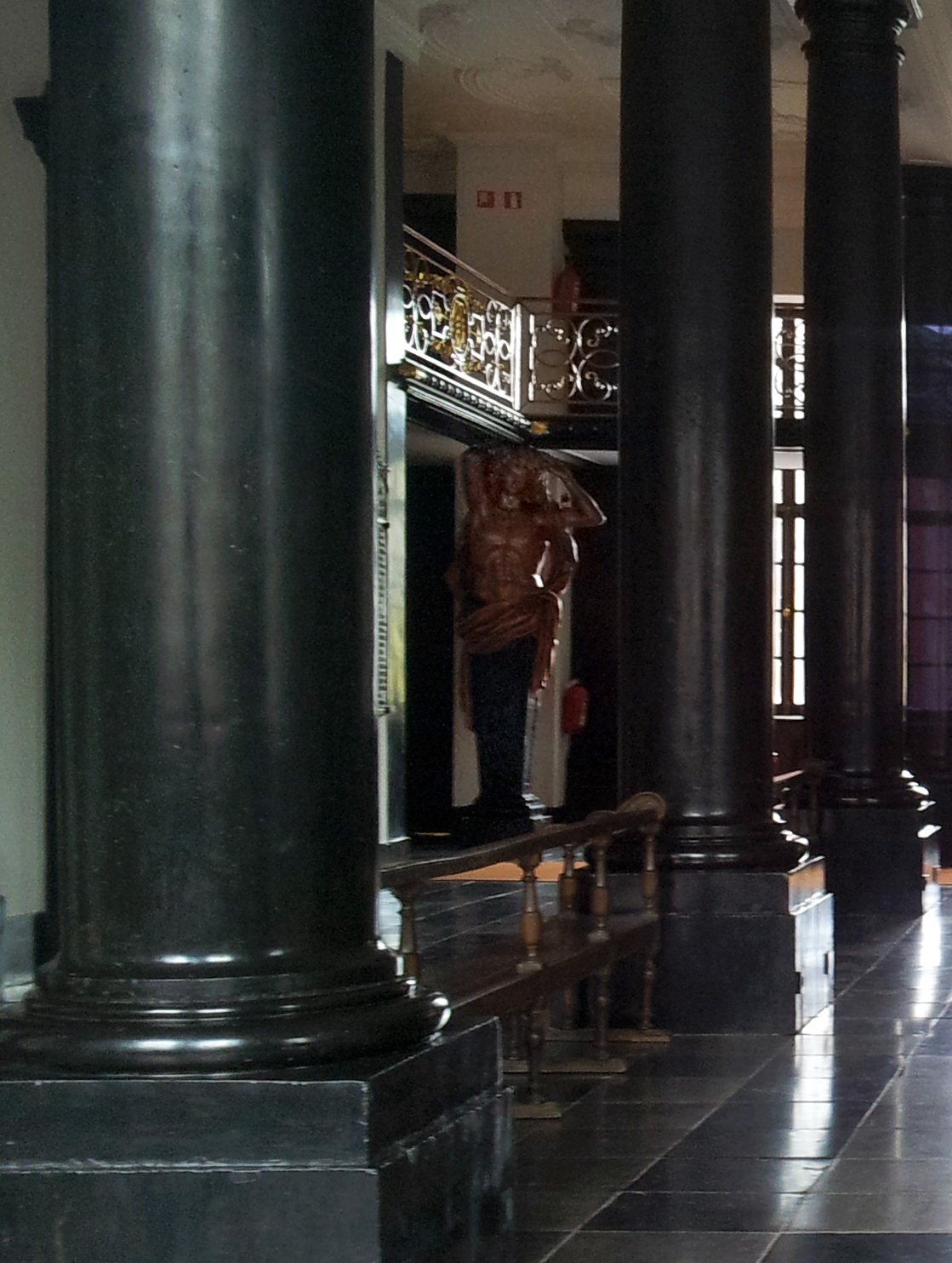
Detail hal met kariatide
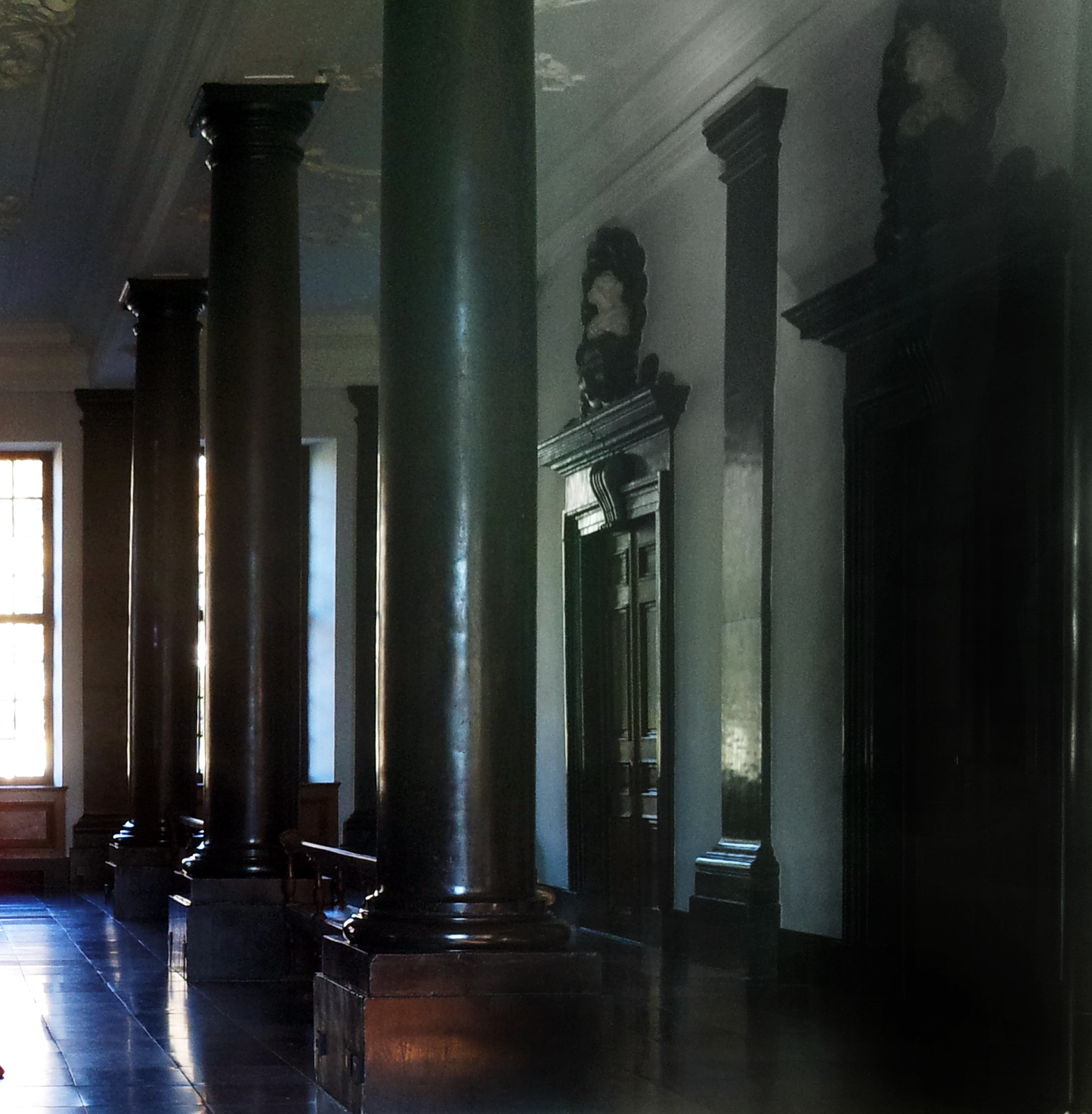
Deuren met supraportes

Van de vele kunstwerken in La Violette kunnen genoemd worden:
- De monumentale trap met diverse beelden en kariatiden van de Luikse beeldhouwer Jean Hans (1716-'23).[4] Dezelfde beeldhouwer maakte ook een vijftal reliëfs voor supraportes met voorstellingen uit de Griekse mythologie.
- Een vijftal geschilderde supraportes van Louis Counet in de raadszaal met allegorische voorstellingen van De overvloed, De geschiedenis, De harmonie (of De wetenschap), De vrede en De religie (1719).[5]
- Plafondschilderingen van Jean Riga in dezelfde zaal, voorstellende De hoop, De liefdadigheid en Het geloof (1720).[6]
- Diverse wandschilderingen in de salon van de stafchef van de burgemeester met voorstellingen van de vier seizoenen en mythologische onderwerpen (1720). De landschappen zijn het werk van Jean-Baptiste Juppin, de menselijke figuren zijn ingevuld door Edmond Plumier.[7]
- Het stucplafond in dezelfde salon, alsmede plafonds, schoorsteenmantels en sopraportes elders in het stadhuis, zijn van de uit het Zwitserse kanton Ticino afkomstige sierstucwerker Francisco Vasalli, de broer van Tomaso Vasalli, die onder andere aan het stadhuis van Maastricht werkte.
- Wanddecoraties, sopraportes en een schoorsteenstuk met jachtstillevens van Arnold Smitsens in het kabinet van de burgemeester (1721).[8]
- Vier supraportes met bloemstillevens in het kabinet van de secretaris van de burgemeester worden aan Jean-Baptiste Coclers toegeschreven, maar de datum van de schilderingen (1720) past niet bij het vermeende verblijf van Coclers in Italië in deze periode.
- Een schoorsteenstuk van Englebert Fisen met allegorische voorstellingen van Het geloof, De trouw en De harmonie in een klassieke omgeving met een Luikse perroen (1725).[9]
- Zes marmeren bustes van allegorische figuren van Jean Del Cour uit omstreeks 1697, die voorheen deel uitmaakten van de door Del Cour ontworpen fontein van de perroen. De beelden zijn thans in nissen geplaatst in de zogenaamde Salle des pas perdus.

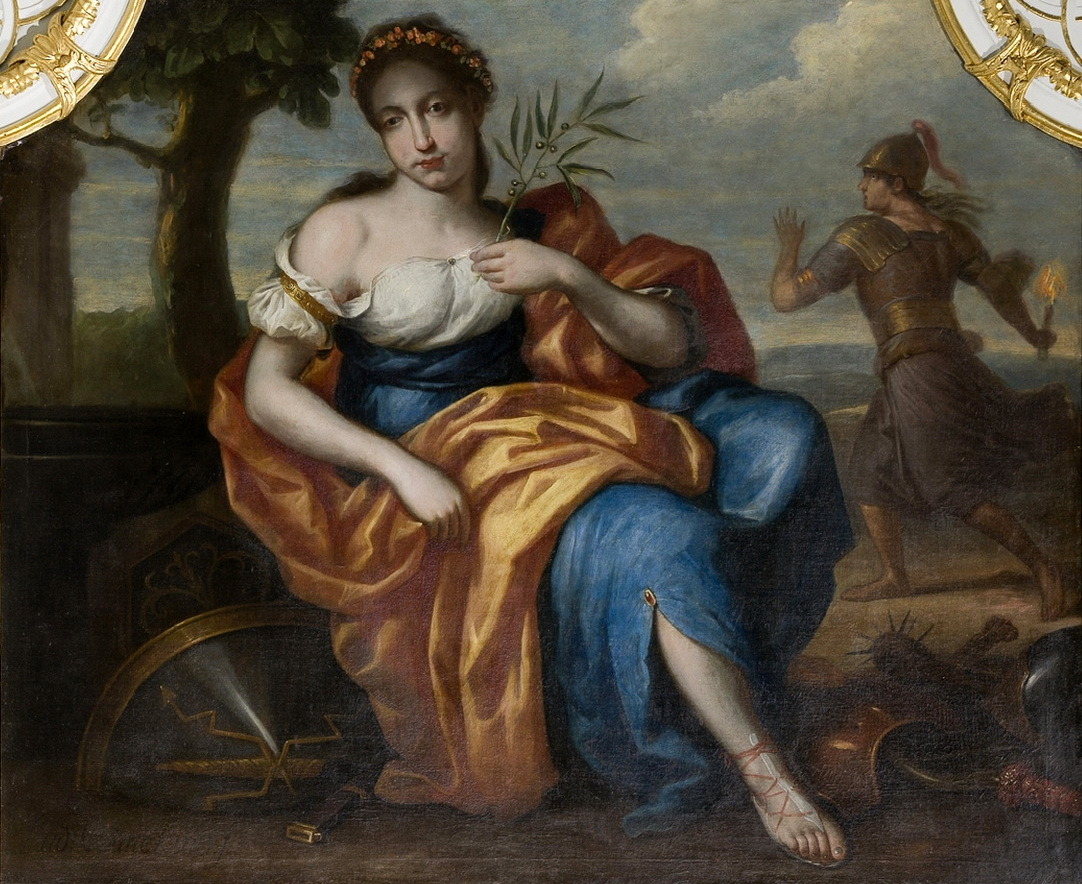
Louis Counet, Allegorie op de vrede, 1719
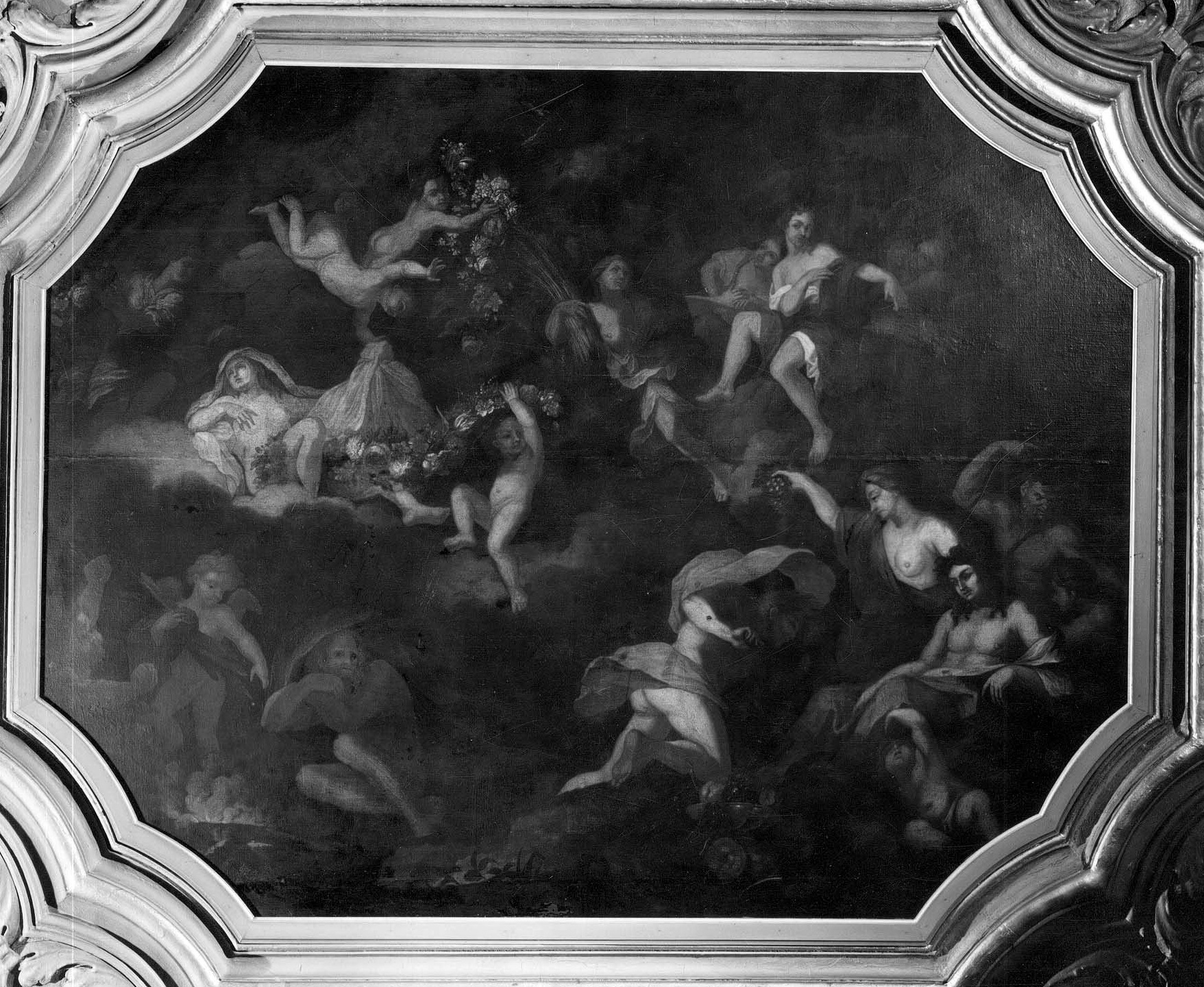
Edmond Plumier, Allegorie op de seizoenen, 1720
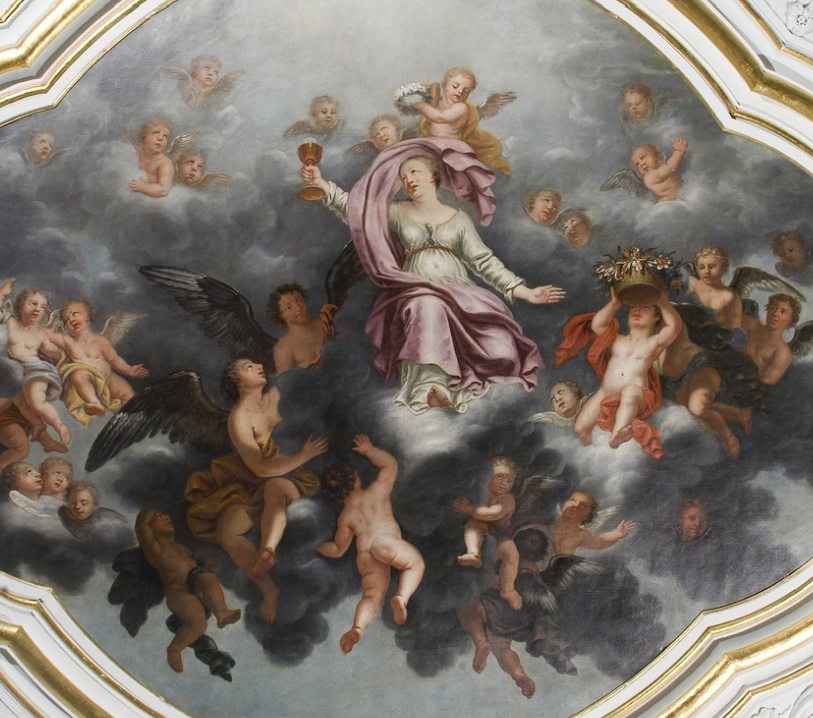
Jean Riga, Allegorie op het geloof, 1720
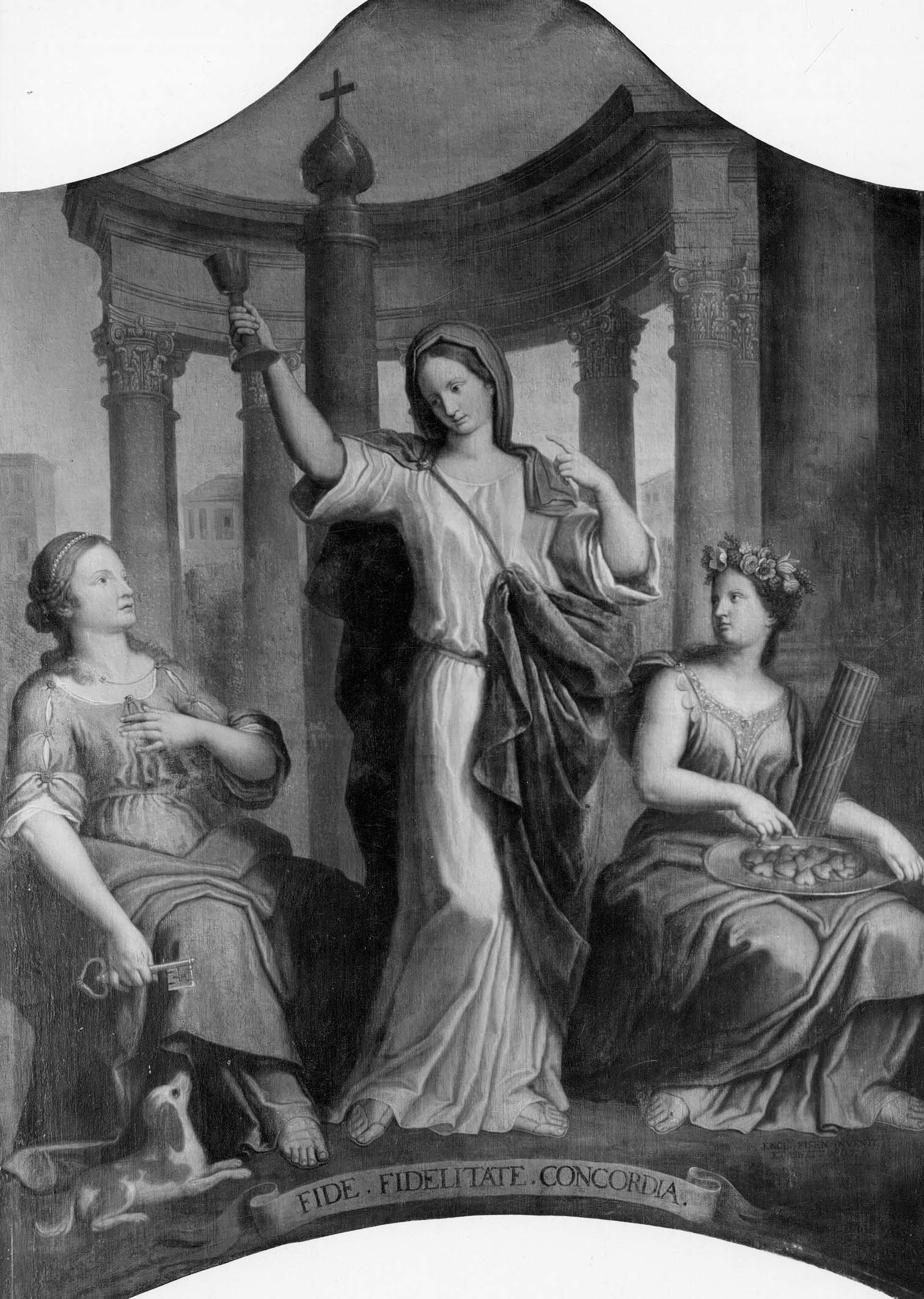
Englebert Fisen, Geloof, trouw en harmonie rondom de Perroen, 1725